# Call Northside 777
Call Northside 777 is een Amerikaanse film noir uit 1948 onder regie van Henry Hathaway. Destijds werd de film in Nederland uitgebracht onder de titel Hallo Noord 777. De film is gebaseerd op Joseph Majczek en Theodore Marcinkiewicz, die in 1932 ten onrechte werden veroordeeld voor de moord op een politieagent uit Chicago.

## Verhaal
Twee mannen worden veroordeeld tot levenslang voor de moord op een agent. Een van die mannen blijft beweren dat hij onschuldig is. Elf jaar later staat er ineens een advertentie in de krant. De moeder van de agent belooft 5000 dollar aan de persoon met informatie over de ware moordenaars van haar zoon.

## Rolverdeling
| Acteur           | Personage                         |
| ---------------- | --------------------------------- |
| James Stewart    | P.J. McNeal                       |
| Richard Conte    | Frank W. Wiecek                   |
| Lee J. Cobb      | Brian Kelly                       |
| Helen Walker     | Laura McNeal                      |
| Betty Garde      | Wanda Skutnik                     |
| Kasia Orzazewski | Tillie Wiecek                     |
| Joanne De Bergh  | Helen Wiecek                      |
| Howard Smith     | K.L. Palmer                       |
| Moroni Olsen     | Voorzitter van de paroolcommissie |
| John McIntire    | Sam Faxon                         |
| Paul Harvey      | Martin J. Burns                   |